# Закшев-Кольонія (Мазовецьке воєводство)
Закшев-Кольонія (пол. Zakrzew-Kolonia) — село в Польщі, у гміні Закшев Радомського повіту Мазовецького воєводства.
Населення — 610 осіб (2011).
У 1975-1998 роках село належало до Радомського воєводства.

## Демографія
Демографічна структура станом на 31 березня 2011 року:
|          | Загалом | Допрацездатний вік | Працездатний вік | Постпрацездатний вік |
| -------- | ------- | ------------------ | ---------------- | -------------------- |
| Чоловіки | 311     | 73                 | 210              | 28                   |
| Жінки    | 299     | 84                 | 173              | 42                   |
| Разом    | 610     | 157                | 383              | 70                   |